# Avesnes-en-Bray
Pour les articles homonymes, voir Avesnes (homonymie) et Bray.
Avesnes-en-Bray est une commune française située dans le département de la Seine-Maritime en région Normandie.

## Géographie
| Elbeuf-en-Bray    |                 | Gournay-en-Bray      |
| Beauvoir-en-Lyons | Avesnes-en-Bray |                      |
| Bosc-Hyons        | Montroty        | Ernemont-la-Villette |

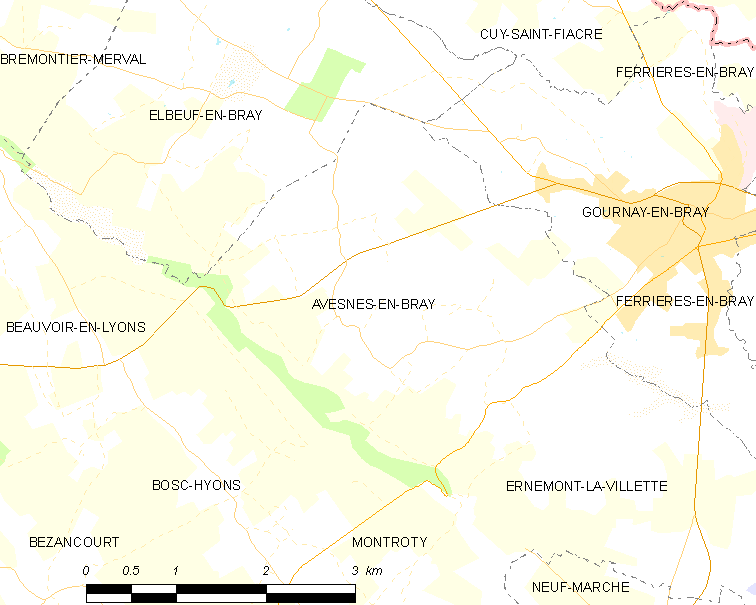
Carte de la commune.

Avesnes-en-Bray est une commune du pays de Bray située dans le canton de Gournay-en-Bray.

### Hydrographie
La commune est située dans le bassin Seine-Normandie. Elle est drainée par le cours d'eau 01 de la Commune d'Ernemont-la-Villette.

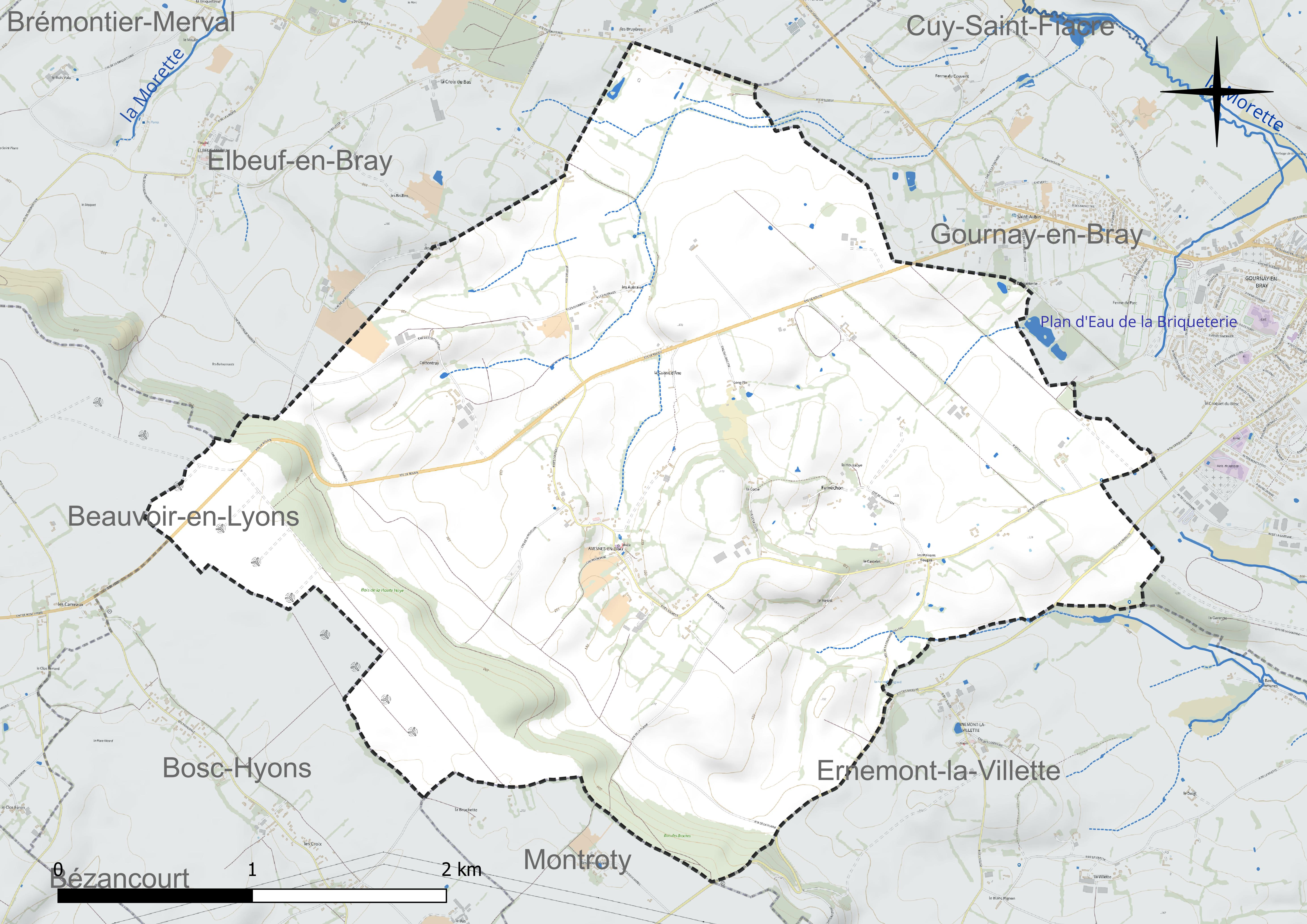
Réseau hydrographique d'Avesnes-en-Bray.

### Climat
Pour des articles plus généraux, voir Climat de la Normandie et Climat de la Seine-Maritime.
En 2010, le climat de la commune est de type climat océanique dégradé des plaines du Centre et du Nord, selon une étude du CNRS s'appuyant sur une série de données couvrant la période 1971-2000. En 2020, Météo-France publie une typologie des climats de la France métropolitaine dans laquelle la commune est exposée à un climat océanique et est dans la région climatique Côtes de la Manche orientale, caractérisée par un faible ensoleillement (1 550 h/an) ; forte humidité de l’air (plus de 20 h/jour avec humidité relative > 80 % en hiver), vents forts fréquents. Parallèlement le GIEC normand, un groupe régional d’experts sur le climat, différencie quant à lui, dans une étude de 2020, trois grands types de climats pour la région Normandie, nuancés à une échelle plus fine par les facteurs géographiques locaux. La commune est, selon ce zonage, exposée à un « climat contrasté des collines », correspondant au Pays de Bray, bien arrosé et frais.
Pour la période 1971-2000, la température annuelle moyenne est de 10,1 °C, avec une amplitude thermique annuelle de 13,9 °C. Le cumul annuel moyen de précipitations est de 818 mm, avec 12,5 jours de précipitations en janvier et 8,4 jours en juillet. Pour la période 1991-2020, la température moyenne annuelle observée sur la station météorologique la plus proche, située sur la commune de Forges-les-Eaux à 18 km à vol d'oiseau, est de 10,7 °C et le cumul annuel moyen de précipitations est de 860,1 mm,. Pour l'avenir, les paramètres climatiques de la commune estimés pour 2050 selon différents scénarios d’émission de gaz à effet de serre sont consultables sur un site dédié publié par Météo-France en novembre 2022.

## Urbanisme

### Typologie
Au 1er janvier 2024, Avesnes-en-Bray est catégorisée commune rurale à habitat dispersé, selon la nouvelle grille communale de densité à sept niveaux définie par l'Insee en 2022.
Elle est située hors unité urbaine. Par ailleurs la commune fait partie de l'aire d'attraction de Gournay-en-Bray, dont elle est une commune de la couronne,. Cette aire, qui regroupe 21 communes, est catégorisée dans les aires de moins de 50 000 habitants,.

### Occupation des sols
L'occupation des sols de la commune, telle qu'elle ressort de la base de données européenne d’occupation biophysique des sols Corine Land Cover (CLC), est marquée par l'importance des territoires agricoles (93,8 % en 2018), une proportion identique à celle de 1990 (93,8 %). La répartition détaillée en 2018 est la suivante : 
prairies (57,7 %), terres arables (35,8 %), forêts (6,2 %), zones agricoles hétérogènes (0,3 %). L'évolution de l’occupation des sols de la commune et de ses infrastructures peut être observée sur les différentes représentations cartographiques du territoire : la carte de Cassini (XVIIIe siècle), la carte d'état-major (1820-1866) et les cartes ou photos aériennes de l'IGN pour la période actuelle (1950 à aujourd'hui).

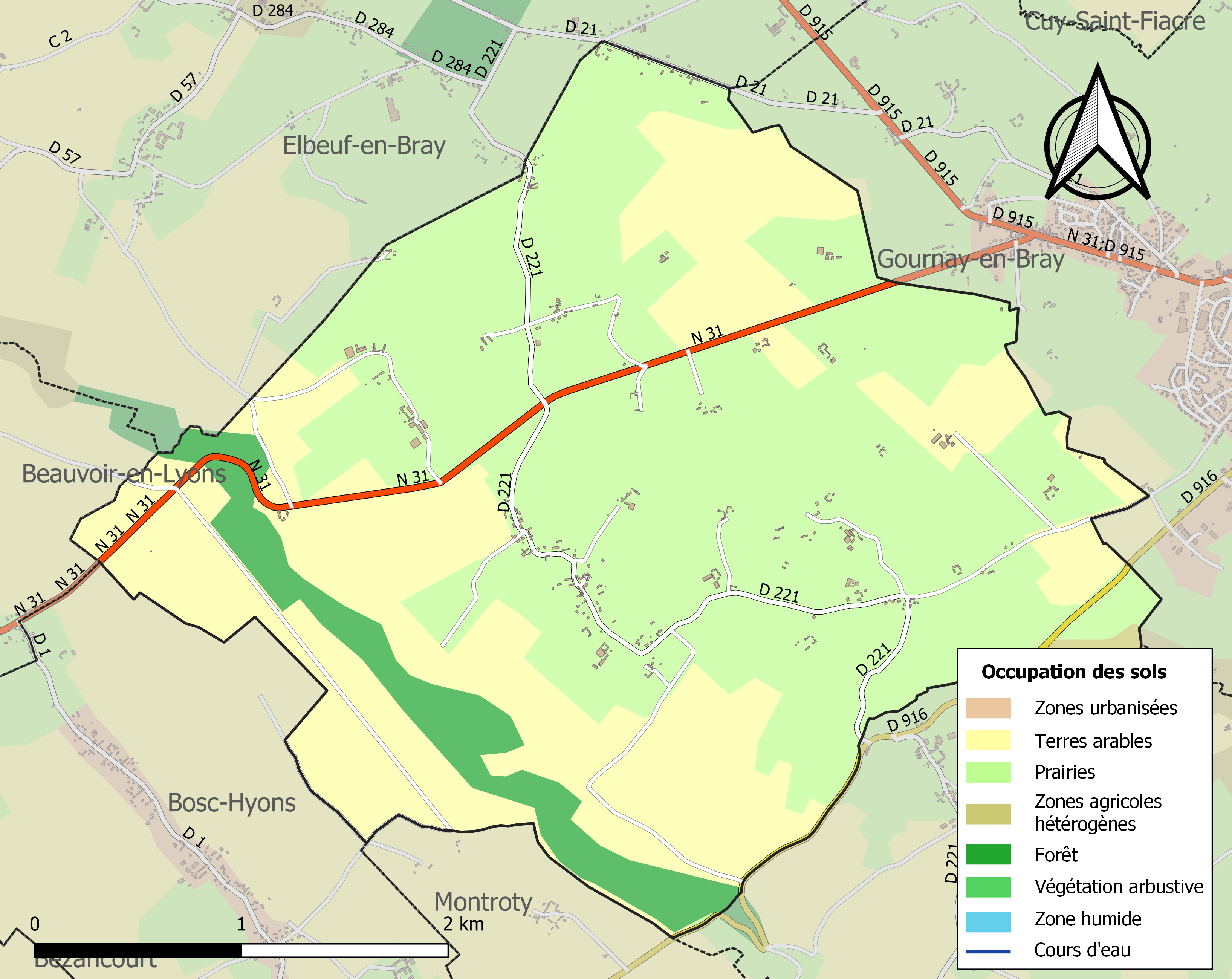
Carte des infrastructures et de l'occupation des sols de la commune en 2018 (CLC).

## Toponymie
Le nom de la localité est attesté sous la forme Avisnis dès 862.
Les formes les plus anciennes du type toponymique Avesnes semblent exclure un recours au mot avoine (anciennement aveine) qui serait employé au sens de « lieu où l'on cultive l'avoine ». En effet, outre Avisnis se référant à Avesnes-en-Bray, on rencontre également Avisnis en 844 (Avesnes, Somme, Vron); Avisinas en 775 (Avesnes-le-Sec, Nord) et Avisnis en 750 (Avesnes-Chaussoy, Somme) incompatibles avec le latin avena « avoine ». C'est pourquoi Maurits Gysseling et à sa suite François de Beaurepaire croient reconnaître le germanique afisna / avisna signifiant « pâturage » (cf. vieil anglais æfesn) et commun dans la partie nord du domaine d’oïl,, autant sous forme d'élément de toponyme -avesnes, que de toponyme ou de microtoponyme. Le sens de « pâturage » est attesté pour ce mot à propos du hameau des Avesnes (Seine-Maritime, Communes patures nommées les Avesnes dans le fief de Montérolier 1455). En outre, le pays de Bray est traditionnellement une région bocagère et de pâtures, tout comme l'Avesnois.
C'est en 1962 que le déterminant complémentaire en-Bray a été ajouté, pour le distinguer d'Avesnes-en-Val.
Le pays de Bray est une région naturelle. À cheval sur les départements de Seine-Maritime et de l'Oise, il constitue une bande d'une dizaine de kilomètres de large s'étirant sur environ quatre-vingts kilomètres entre Londinières et Beauvais. Créé à partir de l'érosion d'un anticlinal, c'est une région de bocage, qui se caractérise par son sol argileux, favorable aux herbages pour l'élevage bovin laitier. La partie du pays de Bray située en Seine-Maritime est le Bray normand.

## Histoire
Des groupements d'habitations existent à Avesnes-en-Bray lors de la conquête des Gaules par Jules César, tout comme à Alges, à Gournay-en-Bray, à Saint-Clair-sur-Epte, à Ferrières, à Dampierre-en-Bray, à Elbeuf-en-Bray, à Neuf-Marché...
Au Moyen Âge, Avesnes est un fief de haubert. En 1461, Jean d'Estouteville, seigneur de Torcy, Ondeauville et Blainville donne Avesnes à Charles VII.
Avant la révolution, la cure (paroisse) du village est à la nomination et présentation (droit de patronage) des abbés et religieux de l'abbaye Saint-Michel du Tréport qui percevait les dîmes.
En 1866, au lieu-dit Camp Vaquier, l'abbé Cochet a fait des fouilles archéologiques à la suite de la découverte accidentelle d'un sarcophage en pierre et a mis au jour une nécropole entière du haut Moyen Âge d'au moins 12 fosses placées sur 3 rangs et orientées est-ouest. Elles ont fourni un mobilier important : 5 vases, 1 scramasaxe, 1 couteau, 5 agrafes de ceinturon avec plaques dont plusieurs étaient damasquinées, une belle plaque damasquinée, une chainette en fer, 4 perles en pâte de verre, 2 fibules dont une en bronze ansée, une bague en bronze, une paire de boucles d'oreille (franques) et un petit bronze romain du Haut-Empire romain. Ces objets se trouvent maintenant au Musée départemental des antiquités (Rouen).

## Politique et administration
| Période                                  | Période                    | Identité               | Étiquette | Qualité |
| ---------------------------------------- | -------------------------- | ---------------------- | --------- | --- |
| Les données manquantes sont à compléter. |                            |                        |           | |
| vers 1880                                |                            | M. Pépin de Sailly     |           | |
| 1936                                     |                            | M. de Murat de Lestang |           | |
| Les données manquantes sont à compléter. |                            |                        |           | |
| mars 2001                                | 2008                       | Pierre Masson          |           | |
| 2008                                     | En cours (au 10 août 2020) | Françoise Deschamps    | EXD       | Vice-présidente de la CC du Bray-Normand (2014 → 2016) Vice-présidente de la CC des Quatre Rivières (2017 → 2020) Réélue pour les mandats 2014-2020 et 2020-2026 |

## Démographie
L'évolution du nombre d'habitants est connue à travers les recensements de la population effectués dans la commune depuis 1793. Pour les communes de moins de 10 000 habitants, une enquête de recensement portant sur toute la population est réalisée tous les cinq ans, les populations de référence des années intermédiaires étant quant à elles estimées par interpolation ou extrapolation. Pour la commune, le premier recensement exhaustif entrant dans le cadre du nouveau dispositif a été réalisé en 2008.

En 2022, la commune comptait 284 habitants, en évolution de −7,49 % par rapport à 2016 (Seine-Maritime : +0,35 %, France hors Mayotte : +2,11 %).
| 1793 | 1800 | 1806 | 1821 | 1831 | 1836 | 1841 | 1846 | 1851 |
| ---- | ---- | ---- | ---- | ---- | ---- | ---- | ---- | ---- |
| 311  | 285  | 317  | 310  | 344  | 364  | 378  | 379  | 315  |

| 1856 | 1861 | 1866 | 1872 | 1876 | 1881 | 1886 | 1891 | 1896 |
| ---- | ---- | ---- | ---- | ---- | ---- | ---- | ---- | ---- |
| 321  | 333  | 333  | 334  | 323  | 325  | 339  | 388  | 371  |

| 1901 | 1906 | 1911 | 1921 | 1926 | 1931 | 1936 | 1946 | 1954 |
| ---- | ---- | ---- | ---- | ---- | ---- | ---- | ---- | ---- |
| 321  | 340  | 331  | 319  | 327  | 302  | 290  | 264  | 276  |

| 1962 | 1968 | 1975 | 1982 | 1990 | 1999 | 2006 | 2008 | 2013 |
| ---- | ---- | ---- | ---- | ---- | ---- | ---- | ---- | ---- |
| 275  | 275  | 249  | 205  | 234  | 256  | 307  | 320  | 318  |

| 2018 | 2022 | - | - | - | - | - | - | - |
| ---- | ---- | - | - | - | - | - | - | - |
| 296  | 284  | - | - | - | - | - | - | - |

## Culture locale et patrimoine

### Lieux et monuments
- Église Saint-Martin reconstruite au XVIIIe siècle.

### Personnalités liées à la commune
- En 1968, la famille Buccellato s'installe dans une ancienne laiterie qu'elle restaure entièrement, elle en fait sa résidence secondaire qu’elle baptise : la Tourmaline. Ce nom a été influencé par le château en forme de tour entièrement en brique et qui alimentait le village en eau.
- Jean d'Estouteville, seigneur de Torcy, d'Ondeauville (Doudeauville) et Blainville.